# Ambient
Ne pas confondre avec l'album Ambient de Moby.
Sous-genres
Ambient dub, dark ambient, drone, lowercase
Genres dérivés
Ambient house, chill-out, downtempo, trance, IDM
Genres associés
Illbient, psybient, dark ambient, ambient house, space music, post-rock
L'ambient est un genre de musique, généralement électronique, dont les limites sont difficiles à définir. L'ambient évoque une qualité « atmosphérique », « visuelle » ou « discrète ». Un pionnier du genre, Brian Eno, explique que « la musique ambient doit être capable d'accommoder tous les niveaux d'intérêt sans forcer l'auditeur à écouter ; elle doit être discrète et intéressante. »
Le terme reste cependant profondément ancré dans le contexte de la musique planante des années 1970 qui ne correspond pas forcément à la notion d'ambient, puisque pas forcément électronique et pas forcément purement instrumental : Tangerine Dream, Klaus Schulze, Ash Ra Tempel, Heldon, Brian Eno, Harold Budd, Pink Floyd, mais aussi de la musique minimaliste (Steve Reich et Philip Glass notamment, voire Erik Satie). L'ambient revient à la fin des années 1980 grâce au développement des genres house et techno. Finalement, l'ambient devient un phénomène de mode dans les années 1990. Au début des années 1990, des musiciens tels que Aphex Twin sont catégorisés ambient house, ambient techno, IDM ou « ambient » par la presse spécialisée. Les genres dérivés incluent dark ambient (ou ambient industrial), ambient house, ambient dub, psybient et ambient trance.

## Histoire

### Origines
Développée dans les années 1970, la musique ambient découle des styles expérimentaux et faisant usage de synthétiseurs de l'époque. Bien que les groupes allemands Popol Vuh et Tangerine Dream l'aient précédé dans la création de la musique ambient, Brian Eno joue un rôle majeur dans son développement et sa popularisation, mais est souvent cité à tort comme le créateur du genre. En tant que genre musical, l'ambient se concentre sur l'humeur et l'atmosphère créées par les synthétiseurs et les timbres. Souvent elle ne comporte pas de composition claire et de mélodie structurée. De par son style relativement ouvert, la musique ambient s'inspire de nombreux autres genres, oscillant entre house, dub, musique industrielle et new age.
L'ambient n'atteint pas le succès commercial, car fréquemment considérée comme « ennuyeuse » ou « trop intellectuelle ». Néanmoins, elle atteint un certain niveau d'attention et d'éloges au fil des années. Elle se popularise d'abord dans les années 1970, puis revit dans les années 1980 grâce au développement des genres house et techno, qui mèneront à un phénomène de mode dans les années 1990. Compositeur français du XXe siècle, Erik Satie s'inspire du dadaisme pour créer une certaine forme d'ambient ou musique de fond qu'il qualifie de « musique d'ameublement ». Cela concerne une sorte de musique qui peut être jouée pendant un dîner pour créer une atmosphère relaxante, plutôt que d'attirer l'attention.
Brian Eno est considéré comme l'inventeur du terme de « musique ambient » au milieu des années 1970, décrivant une musique qui, comme il l'explique, peut être « activement écoutée ou ignorée, selon le choix de l'auditeur. » Eno, qui ne se considère pas comme un musicien, décrit ses sons expérimentaux comme des « traitements ». Eno utilise le terme d'« ambient » pour décrire une musique créant une atmosphère qui amène l'auditeur dans un état d'esprit différent  ; qu'il s'inspire du terme latin ambire, « envahir ». Une note incluse dans l'album Ambient 1: Music for Airports d'Eno (1978) décrit la philosophie de l'ambient : « la musique ambient doit être capable d'accommoder tous les niveaux d'intérêt sans forcer l'auditeur à écouter ; elle doit être discrète et intéressante,. » Eno reconnaît son inspiration auprès de Erik Satie et John Cage. Eno s'inspire également de la musique drone de La Monte Young (qu'il considère comme « notre père à tous ») et de la musique de Miles Davis et Teo Macero, en particulier leur chanson He Loved Him Madly (extraite de l'album Get Up with It).
Hormis Brian Eno, d'autres musiciens et groupes participent directement ou indirectement au développement de l'ambient. Parmi ces musiciens, Wendy Carlos, compositrice de la pièce "Timesteps" utilisée pour la bande originale du film Orange mécanique (A Clockwork Orange) et particulièrement du double-album Sonic Seasonings en 1972. D'autres artistes significatifs comme Mike Oldfield et Vangelis participent indirectement à l'évolution de l'ambient. Le groupe japonais Yellow Magic Orchestra développe un style distinct d'ambient qui sera par la suite appelé ambient house. À la même époque au Japon, Hiroshi Yoshimura poursuit la volonté initiale d'Erik Satie en composant plusieurs albums pour des lieux spécifiques, comme des musées, des aéroports ou des lignes de métro.

### Années 1990
Au début des années 1990, des groupes et musiciens comme The Orb, Aphex Twin, Seefeel, Irresistible Force, Biosphere de Geir Jenssen, et la Higher Intelligence Agency sont catégorisés par la presse spécialisée d'ambient house, ambient techno, IDM ou simplement « ambient » selon les notes de l'album Ambient 1: Music for Airports de Brian Eno.
Le « chill-out » devient un terme décrivant l'utilisation de l'ecstasy au Royaume-Uni comme décontractant dans des chillout rooms (chambres de relaxation), situées en dehors des pistes de danse, et où de l'ambient était jouée,. Des musiciens et œuvres musicales, respectivement, de la scène londonienne comme Aphex Twin (en particulier son album Selected Ambient Works Volume II, 1994), Global Communication (76:14, 1994), FSOL The Future Sound of London (Lifeforms et ISDN), The Black Dog (Temple of Transparent Balls, 1993), Another Green World (Invisible Landscape, 1996), Autechre (Incunabula, 1993, Amber), Boards of Canada, et l'album Chill Out de The KLF (1990), aident à la popularisation et à la diversification de l'ambient qui était utilisé pour calmer le rythme répété des musiques techno et hardcore populaires à l'époque.

### Années 2000–2010
En 2007, Stellardrone commence à produire de l'ambient en lançant une nouvelle vague d'artistes proposant ce genre.

## Genres dérivés

### Ambient house
L'ambient house est une catégorie musicale lancée au début des années 1980 utilisée pour décrire de l'acid house caractérisé par des éléments et atmosphères dérivés de l'ambient. Les chansons ambient house se caractérisent typiquement par des beats 4/4, des morceaux de synthétiseurs, et des échantillons vocaux ajoutés au style atmosphérique. L'illbient est une autre forme d'ambient house.

### Ambient industrial
L'ambient industrial est un genre hybride d'ambient et de musique industrielle ; le terme industrial est utilisé dans le sens expérimental, plutôt que dans le sens de metal industriel. Une musique « typiquement » ambient industrial (si existante) se caractérise sans doute par des harmonies dissonantes, de résonances de drones métalliques, des grondements à très basse fréquence et des bruits de machines, parfois accompagnés de gongs, de percussions, et de voix distordues ou autres que le compositeur veut ajouter (souvent à un point où l'échantillon sonore qu'il utilise n'est plus reconnaissable).

### Space music
La space music, également écrit spacemusic, décrit une musique dérivée de l'ambient et d'autres genres dont les caractéristiques servent à créer une ambiance évoquant l'espace,,.

### Ambient dub
L'ambient dub décrit le genre mêlé aux styles dub. Le genre est lancé par King Tubby et autres artistes au son jamaïcain, utilisant l'electronica ambient inspirée des DJ. Des musiciens notables du genre incluent Dreadzone, Higher Intelligence Agency, The Orb, Loop Guru, Woob, Transglobal Underground, et Banco de Gaia.

### Psybient
Psybient est l'abréviation d’ambient psychédélique. 
La psybient (également appelée : psytrance ambiant, goa ambiant, psychil, psydub) est un style de musique électronique qui contient des éléments de trance psychédélique, ambient, downtempo, dub, musique ethnique, et musique new age. 
Les morceaux de psybient sont parfois entièrement électroniques, mais ils peuvent également inclure des instruments acoustiques (ethniques, traditionnels, et/ou modernes), des sons issus des résonances harmoniques naturelles, des motifs mélodiques rituels, des techniques vocales archaïques, des éléments de chant méditatif. 
L'une des caractéristiques de ce style musical est d'être 2 à 3 fois plus lent que la psy trance. 
De plus, généralement, le rythme est moins défini que celui la psy trance. 
Souvent, est utilisée une base rythmique lente, ne comportant pas obligatoirement des sons percussifs, mais incluant généralement des sons cosmiques et planants de clavier, ainsi que des échantillons de sons acoustiques. 
Cette base rythmique lente peut être recouverte par des éléments d'ambiance, puis être filtrée et retravaillée avec de nombreux effets, de manière à obtenir un son de type psychédélique [réf. nécessaire]. 
La psybient est habituellement jouée dans la zone du chill-out des festivals de musique, car elle est moins répétitive que la musique méditative ou de détente. 
Ce style de musique est également parfois utilisé comme fond sonore pendant des méditations collectives et des pratiques rituelles (yoga, qi-gong, etc.)   
Les représentants les plus connus et décrits de ce style sont : 
le projet Shpongle (qui va souvent au-delà du style) de Simon Posford (alias Hallucinogen) et Ronald Rothfield (alias Raja Ram), Ott, le projet israélien Shulman, l'Anglais Entheogenic, les Russes Koan, Chronos et Astropilot, Astronaute Ape, et les Suédois de Carbon Based Lifeforms[réf. nécessaire].
La France est également un des pays les plus réputés pour ce qui est du psybient, avec des labels reconnus mondialement comme Ultimae Records, ainsi que des artistes français internationaux comme Aes Dana, Suduaya et Nibana[réf. nécessaire].